# Jacek Kurowski
Jacek Kurowski (ur. 14 kwietnia 1976 we Włocławku) – polski dziennikarz i prezenter telewizyjny, dziennikarz sportowy Telewizji Polskiej (TVP1, TVP2, TVP Sport), konferansjer, wykładowca.

## Życiorys
Ukończył studia dziennikarskie na Uniwersytecie Warszawskim.
W 1997 roku zgłosił się do tworzącej zespół redakcyjny Naszej Telewizji. Pracował w Radiu Plus, TV4 i Polsacie Sport.
W 2003 roku dołączył do zespołu redakcji sportowej w Telewizji Polskiej. Od 2006 roku rozpoczął prowadzenie magazynów sportowych w TVP Sport. Relacjonował najważniejsze turnieje piłkarskie - Ligę Mistrzów, Mistrzostwa Świata i Europy. Był gospodarzem studia w czasie meczów piłkarskich Euro 2004, 2012, 2020 i 2024, Mundiali 2006, 2010, 2014, 2018. Podczas MŚ 2022 w Katarze był gospodarzem studia przy meczach reprezentacji Polski. Podczas Igrzysk Olimpijskich w Atenach (2004), Igrzysk Olimpijskich w Turynie (2006), Igrzysk Olimpijskich w Pekinie (2008), Igrzysk Olimpijskich w Vancouver (2010), Igrzysk Olimpijskich w Londynie (2012), Igrzysk Olimpijskich w Rio de Janeiro (2016) oraz Igrzysk Olimpijskich w Pekinie (2022) był gospodarzem studia olimpijskiego, a podczas Igrzysk Olimpijskich w Paryżu (2024) był współgospodarzem studia olimpijskiego w parze z Pauliną Chylewską. W 2004 roku relacjonował Rajd Dakar.
Realizuje autorski program „Oko w oko”, którego gośćmi byli najważniejsi polscy sportowcy oraz znane postaci polskiej estrady, m.in. Maryla Rodowicz, Olaf Lubaszenko, Andrzej Szarmach. Przeprowadził setki wywiadów z gwiazdami sportu, m.in. Cristiano Ronaldo, Venus Williams, Pele.
W 2017 została wydana książka pt. Andrzej Szarmach. Diabeł nie anioł autorstwa Andrzeja Szarmacha i Jacka Kurowskiego. W lipcu 2021 ukazała się książka "Medal będzie mój. Droga na szczyt polskich lekkoatletów" autorstwa Kurowskiego, która została nominowana w plebiscycie Sportowa Książka Roku za rok 2021.